# 最後一戰2600
《最後一戰2600》是一款由AtariAge開發、於雅達利2600平台運行的單人動作冒險遊戲。該遊戲的靈感來自《最後一戰》系列遊戲，由前微軟遊戲發行副總裁艾德·弗萊斯所創作，他也曾參與微軟對《最後一戰》開發商Bungie的收購。《最後一戰2600》於2010年7月在經典遊戲展上發行，並獲得了正面居多的評價。2013年，史密森尼美國藝術博物館將《最後一戰2600》列入「電子遊戲的藝術」的展覽中。

## 系統

《最後一戰2600》的遊戲畫面；圖中，士官長正殺死了一名敵人

該遊戲可供玩家使用搖桿在8位元的畫面上來控制士官長一角；遊戲共分為四個區域：戶外、星盟基地、寒冰世界及最終BOSS區域。藉由武器和威力的提升有助於對抗出現在畫面上的眾多敵人；但除非收集護盾，否則玩家角色就會和敵人一樣被對方一擊殺死。遊戲中設有兩種強化裝置，但皆由三名敵人所駐守。第一種是能提升發射速度的槍，第二種則是能讓玩家角色移動得更快的靴子。此外，透過殺死某些敵人，玩家可以獲得一個能量防護裝置，該防護裝置能防止敵人的一次攻擊而奪走玩家角色的一個生命點數（生命點數共三個）。
在成功完成遊戲一次後，遊戲會返回選單畫面，而背景的天空則會變成紅色。如果玩家選擇從此畫面再次遊玩，那遊戲則將會以「傳奇」模式進行遊戲，此模式下的玩家角色將以較慢的速度來移動和射擊。

## 開發
艾德·弗萊斯在受到由伊恩·博格斯特和尼克·蒙特福特撰寫的《與電子束賽跑——雅達利視訊電腦系統》一書後決定為雅達利2600開發一款該平台版本的《最後一戰》遊戲。但因雅達利2600的內存僅擁有128位元組，所以使繪製士官長等角色的作業相當困難。弗萊斯後來表示，該遊戲教會自己一件事——拘束有時是對創造力的刺激。

## 反響
《最後一戰2600》於2010年7月在經典遊戲展上發行。在會場上，該遊戲以限量150套實體片作出售；這也是AtariAge在拉斯維加斯舉辦的2010年經典遊戲展上發行的四款新雅達利2600遊戲之一，其他三款為《Duck Attack!》、（一款拳擊遊戲）及世嘉街機遊戲《Turbo》（1981年）的一個遊戲埠。
《最後一戰2600》因是在受限於尺寸的情況下所製作而被TechCrunch網站稱為「粗糙」但「驚人」。Destructoid網站稱該遊戲的操作是「令人驚訝的出眾」，而《The Escapist》則稱讚該遊戲的晶片配樂為「完美」。影音俱樂部網站認為，將「現代大作」放在雅達利2600「惱人的美學」上的降格版本會顯得有些不協調。
2012年底，兩名遊戲玩家共同使用雅達利2600的原始碼設計了一張8位元的士官長海報，並開放對外販售。2013年，將該遊戲以ROM卡匣版本作重新發售。同於2013年，史密森尼美國藝術博物館將《最後一戰2600》列入「電子遊戲的藝術」的展覽中。

## 外部連結
- 線上遊玩《最後一戰2600》 （页面存档备份，存于）